# Roser florit
Roser florit és una comèdia en tres actes, original de Josep Maria de Sagarra, estrenada al teatre Novetats de Barcelona, la nit del 30 d'octubre de 1935.
L'acció té lloc a la ciutat de Girona, l'any 1860.

## Repartiment de l'estrena
- Roser (35 anys): Mercè Nicolau
- Casilda (25 anys): Teresa Pujol
- Consol (18 anys): Pepeta Fornés
- Maria dels Àngels (18 anys): Paquita Ferràndiz
- Maria de la Creu (65 anys) Matilde Xatart
- Rita (66 anys): Elvira Fremont
- Narcís (40 anys): Ramon Martori
- Joan (20 anys): Pere Ventayols
- Pere (55 anys): Antoni Martí
- Tià (50 anys): Joan Fornaguera
- El senyor Subirós: Avel·lí Galceran
- Llorenç: Lluís Teixidor
- Jaume: Joan Serrat
- Direcció: Enric Giménez